# Departamento Tercero Arriba
Tercero Arriba es un departamento en la provincia de Córdoba (Argentina).
El departamento es atravesado de oeste a este por el río Tercero.

## Límites
Limita al norte con los departamentos de Río Segundo y Santa María, al este con el departamento General San Martín, al sur con los departamentos de Río Cuarto y Juárez Celman y al oeste con el de Calamuchita.

## Economía
La agricultura se destaca considerablemente en el departamento como en toda la zona. El suelo produce cereales, particularmente soja, trigo, maíz, etc.; posee ricos e inmensos alfalfares, preferentemente en el centro y sur del territorio, destinado a la cría y engorde de ganado, del cual posee millares de vacunos, yeguarizos, lanares, porcinos, etc.
El departamento es atravesado por cuatro líneas férreas, todas ellas del NCA, lo que unido a su red caminera verdaderamente amplia hace que sus comunicaciones sean de primer orden y suficientes para las necesidades de sus habitantes.

## Historia
Originalmente denominado Departamento o curato del Río Tercero, su dimensión era conocida como el curato de las 260 leguas cuadradas, posteriormente denominado departamento del Río Tercero, siendo el límite oeste el Departamento Calamuchita, y su límite este la localidad de Cruz Alta, y la provincia de Santa Fe. Posteriormente se lo dividió en el Paso de Ferreyra (ciudad de Villa Nueva), en Departamento Tercero Arriba que abarcaba desde el Paso de Ferreyra al Salto (localidad de Almafuerte) y en Departamento Tercero Abajo que abarcaba desde Villa Nueva hasta la localidad de Cruz Alta.
Es uno de los primeros curatos o departamentos, que aparecen en el censo de 1778, siendo las pedanías, los parajes o estancias originalmente poblados. La pedanía del Salto, proviene de un topónimo, que hace referencia a una cascada de 10 metros de caída, que quedó bajo las aguas del actual lago artificial denominado Piedras Moras, estas tierras entregadas en merced a la familia Molina Navarrete. La pedanía Capilla de Rodríguez, hace referencia a la localidad de Villa Ascasubi, que originalmente fue una estancia perteneciente a Bartolomé Rodríguez, fundador de la misma. La Pedanía Pampayasta, que luego se divide en dos, al norte del Río Tercero y al sur del mismo, originalmente desde el Paso de Ferreyra (Villa Nueva), hasta un paraje denominado Lacla, son tierras de la merced otorgadas a Lorenzo Suárez de Figueroa (conquistador), que son heredada por su única hija reconocida y luego por nietos Ávila Zárate, y parte de las actuales localidades de las dos Pampayastas, fueron heredadas por los hermanos Ferreyra de Aguiar, por parte de su madre. La pedanía Punta del Agua, hace referencia a una laguna denominada Totoral Choe, donde finalizaba el arroyo Tegua (por ello el topónimo de punta del agua), estas tierras fueron originalmente otorgadas en Merced al Sargento Mayor Bartolomé Rodríguez, pasaron las mismas a propiedad principalmente de la familia Vázques de Oporto y de la familia Ferreyra de Aguiar. La pedanía los Zorros es un desprendimiento de una merced mucho mayor, denominada Totoralejos.
Por ley n.º 10553 sancionada el 13 de junio de 2018 un sector fue separado del departamento Tercero Arriba e incorporado al de Río Segundo en el ejido de Colazo.
Por ley n.º 10641 sancionada el 3 de julio de 2019 un sector de 896 ha fue separado del departamento Calamuchita e incorporado al de Tercero Arriba dentro del ejido del municipio de Almafuerte.

## Geografía

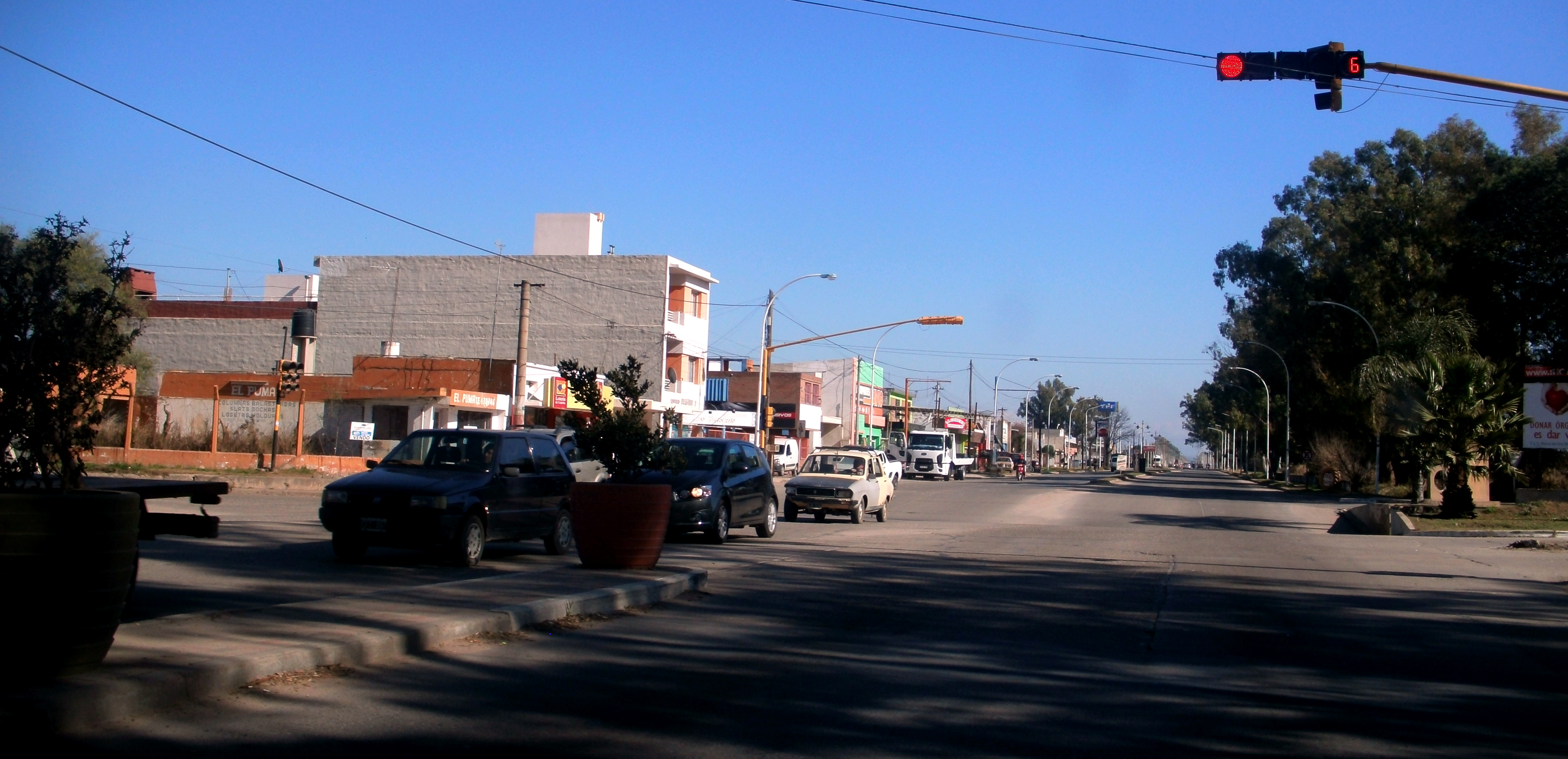
Calle Típica de Río Tercero

### Sismicidad
La sismicidad de la región de Córdoba es frecuente y de intensidad baja, y un silencio sísmico de terremotos medios a graves cada 30 años en áreas aleatorias. Sus últimas expresiones se produjeron:
- 22 de septiembre de 1908 (116 años), a las 17.00 UTC-3, con 6,5 Richter, escala de Mercalli VII; ubicación 30°30′0″S 64°30′0″O / -30.50000, -64.50000; profundidad: 100 km; produjo daños en Deán Funes, Cruz del Eje y Soto, provincia de Córdoba, y en el sur de las provincias de Santiago del Estero, La Rioja y Catamarca[7]

- 16 de enero de 1947 (78 años), a las 2.37 UTC-3, con una magnitud aproximadamente de 5,5 en la escala de Richter (terremoto de Córdoba de 1947)[6]

- 28 de marzo de 1955 (70 años), a las 6.20 UTC-3 con 6,9 Richter: además de la gravedad física del fenómeno se unió el desconocimiento absoluto de la población a estos eventos recurrentes (terremoto de Villa Giardino de 1955)

- 7 de septiembre de 2004 (20 años), a las 8.53 UTC-3 con 4,1 Richter

- 25 de diciembre de 2009 (15 años), a las 21.42 UTC-3 con 4,0 Richter

## Demografía

### Estructura
Según el censo 2022 la población total del departamento es de 120 918 personas, repartidas en 
62 495 mujeres y 58 423 hombres, con un índice de masculinidad de 93,4 hombres por cada 100 mujeres. 
La edad mediana de la población es de 35 años (36 años entre las mujeres y 34 años entre los hombres).
El 14,7% de la población tiene más de 65 años (frente al 13,5% en 2010), y el 3,4% de la población tiene más de 80 años (mismo porcentaje que en 2010)

### Salud y educación
El 71,1% de la población tiene al menos un tipo de cobertura de salud. 
Unas 37 098 personas asisten a algún tipo de establecimiento educativo de cualquier nivel y unas 14 456 personas tienen un título terciario o superior (18,6% sobre el total de la población instruida). La tasa de alfabetización es del 99,7

### Migraciones
De las personas residentes en el departamento, unas 10 551 (8,7% del total de población) nacieron en otra provincia, y unas 1 218 (1,0% del total de población) lo hicieron fuera del país, siendo los grupos de inmigrantes más numerosos los provenientes de:
- Bolivia: 270 personas
- Venezuela: 119 personas
- Paraguay: 92 personas
- Perú: 79 personas
- Chile: 76 personas

### Hogares
En el departamento hay un total de 51 336 viviendas  y 45 250 hogares. 
En cuanto al régimen de tenencia y regularidad de la propiedad de las viviendas, el 61,5% es propia, el 24,9% es alquilada, el 7,5% es cedida o prestada, y el resto se encuentra en otra situación.
Sobre el total de hogares, 43 802 (96,8% del total) tienen acceso a red pública de agua corriente, 22 615 (50,0% del total) tienen desagüe y descarga a red pública cloacal, 28 454 (62,9% del total) tienen acceso a red pública de gas, y 36 307 (80,2% del total) tienen acceso a red de internet en la vivienda. 

## Pedanías
Para los fines catastrales el departamento se divide en 6 pedanías: 
- Capilla de Rodríguez
- Los Zorros
- Pampayasta Norte
- Pampayasta Sud
- Punta de Agua
- Salto

## Localidades y gobiernos locales
El departamento comprende 17 gobiernos locales, cuyos ejidos municipales no son colindantes y por tanto no ocupan la totalidad del territorio departamental. 
Se encuentran categorizados en 13 municipios:
- Almafuerte
- Colonia Almada
- Corralito
- Dalmacio Vélez
- Hernando
- James Craik
- Las Perdices
- Los Zorros
- Oliva
- Pampayasta Sud
- Río Tercero
- Tancacha
- Villa Ascasubi

Y 4 comunas:
- General Fotheringham
- Las Isletillas
- Pampayasta Norte
- Punta del Agua